# Fuskåssjön
Fuskåssjön är en sjö i Hudiksvalls kommun i Hälsingland och ingår i Nianåns huvudavrinningsområde. Sjön är 13,5 meter djup, har en yta på 0,379 kvadratkilometer och är belägen 121,1 meter över havet. Sjön avvattnas av vattendraget Källsjöbäcken (Fuskåsån).

## Delavrinningsområde
Fuskåssjön ingår i det delavrinningsområde (683445-155326) som SMHI kallar för Utloppet av Fuskåssjön. Medelhöjden är 143 meter över havet och ytan är 2,11 kvadratkilometer. Räknas de 6 avrinningsområdena uppströms in blir den ackumulerade arean 29,39 kvadratkilometer. Källsjöbäcken som avvattnar avrinningsområdet har biflödesordning 2, vilket innebär att vattnet flödar genom totalt 2 vattendrag innan det når havet efter 18 kilometer. Avrinningsområdet består mestadels av skog (59 procent). Avrinningsområdet har 0,38 kvadratkilometer vattenytor vilket ger det en sjöprocent på 17,8 procent.